# Quai de l'Archevêché
Quai de l'Archevêché (Arcibiskupské nábřeží) je nábřeží v Paříži. Nachází se ve 4. obvodu.

## Poloha
Nábřeží leží v jihovýchodním okraji ostrova Cité mezi mosty Saint-Louis a Archevêché. Začíná na křižovatce s ulicí Rue du Cloître-Notre-Dame, kde na něj navazuje Quai aux Fleurs vedoucí po severní straně ostrova. Končí na jižní straně ostrova u mostu Archevêché. Ačkoliv se nazývá nábřeží, nevede přímo po břehu řeky Seiny, ale odděluje od sebe Square Jean-XXIII a Square de l'Île-de-France.

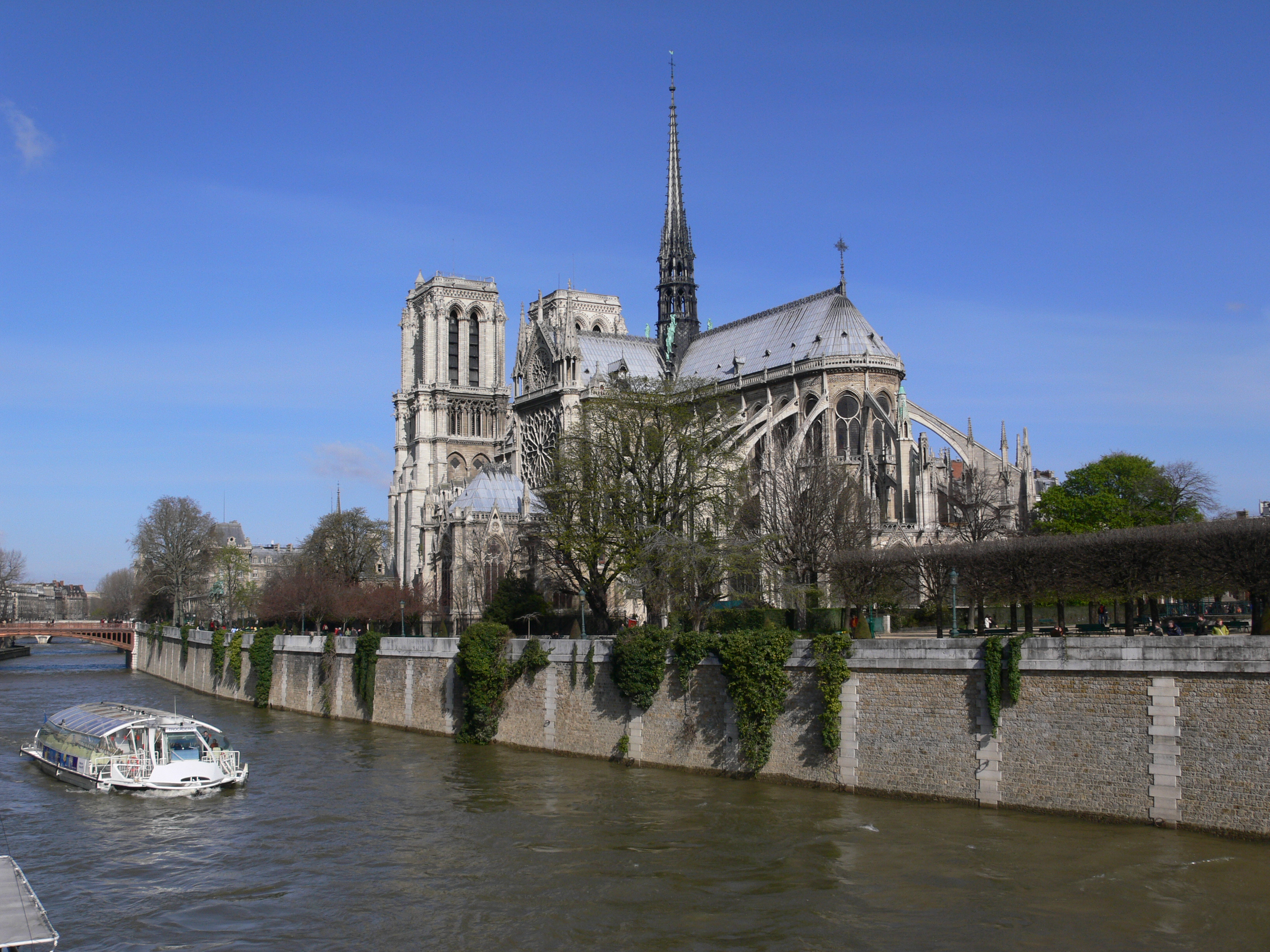
Bývalá část nábřeží odpojená v roce 1911

## Historie
Původní název nábřeží zněl Quai Catinat. Dnešní název nese podle bývalého paláce pařížských arcibiskupů, který se nacházel v prostoru dnešního náměstí Square Jean-XXIII a v roce 1830 vyhořel.
Část nábřeží, která se rozkládá mezi mosty Archevêché a Double podél jižní strany katedrály Notre-Dame byla v roce 1911 přeměněna na Square de l'Archevêché, které se od roku 1970 jmenuje Square Jean-XXIII.